# Metabolismo basal
Metabolismo basal  ou Taxa metabólica basal ou Taxa de Metabolismo Basal é um método matemático, inexato, de calcular a quantidade calórica que o corpo necessita, em vinte e quatro horas, para manter-se nutrido durante o decorrer das atividades diárias, e/ou fazendo um jejum de pelo menos doze horas em repouso, sem prejudicar o funcionamento dos principais órgãos. Exemplo: o coração, cérebro, pulmões, intestino, etc., e manter a temperatura corporal sobre a normalidade. A TMB (Taxa Metabólica Basal) irá variar, dependendo do nível/fator de atividade que cada indivíduo exerce.

## Cálculo do Metabolismo Basal
Fórmulas
Existem algumas fórmulas para o Cálculo da taxa de metabolismo Basal as principais são Harris-Benedict, Mifflin-St Jeor
Harris-Benedict
- Cálculo para Homens: MB = Taxa de atividade x {66 + [(13,7 x Peso(kg)) + ( 5 x Altura(cm)) - (6,8 x Idade(anos) )]}

- Cálculo para Mulheres: MB = Taxa de atividade x {655 + [(9,6 x Peso(kg)) + (1,8 x Altura(cm)) - (4,7 x Idade(anos))]}

Mifflin-St Jeor
- Cálculo para Homens: MB = Taxa de atividade x  [(10 x Peso(kg)) + ( 6,25 x Altura(cm)) - (5 x Idade(anos)) + 5]
- Cálculo para Mulheres: MB = Taxa de atividade x  [(10 x Peso(kg)) + ( 6,25 x Altura(cm)) - (5 x Idade(anos)) - 161]

Taxa de atividade
1. Sedentários = 1.2 (pouco ou nenhum exercício)
2. Levemente ativo = 1.375 (exercício leve 1 a 3 dias por semana)
3. Moderadamente ativo = 1.55 (exercício moderado, fazer desporto 3 a 5 dias por semana)
4. Altamente ativo = 1.725 (exercício pesado de 5 a 6 dias por semana)
5. Extremamente ativo = 1.9 (exercício pesado diariamente e até 2 vezes por dia).

Há também diversas ferramentas online para cálculo da TMB. No geral, é recomendado utilizar diferentes métodos e sites para uma possível melhor precisão dos resultados.
Deve dar-se preferência ao consumo de cereais integrais, além de frutas e verduras, ricos em fibras (são necessários cerca de 30g de fibras por dia). Entre 15 a 25% da dieta deve ser composta por proteínas e até 30% de gordura.

## Fisiologia

### Investigação sobre diferenças individuais na TMB
A taxa metabólica basal varia entre os indivíduos. Um estudo de 150 adultos representativos da população da Escócia relataram taxas metabólicas basais tão baixas quanto 1.027 kilocalories (4.300 kJ) por dia até 2.499 kilocalories (10.460 kJ), com uma TMB média de 1.500 kilocalories (6.300 kJ) por dia. Estatisticamente, os investigadores calcularam que 62% desta variação foi explicada por diferenças na massa livre de gordura. Outros fatores que explicaram a variação incluíram massa gorda (7%), idade (2%) e erro experimental, incluindo diferença dentro do sujeito (2%). O restante da variação (27%) não foi explicado. Esta diferença restante não foi explicada pelo sexo nem pelo tamanho diferente do tecido de órgãos altamente energéticos, como o cérebro.
Um estudo transversal de mais de 1400 indivíduos na Europa e nos EUA mostrou que, uma vez ajustada às diferenças na composição corporal (massa magra e gorda) e na idade, a TMB caiu nos últimos 35 anos. O declínio também foi observado numa meta-análise de mais de 150 estudos que datam do início da década de 1920, traduzindo-se num declínio na despesa energética total de cerca de 6%.

## Bioquímica

### Exercício aeróbico vs. anaeróbico
Estudos publicados em 1992 e 1997 indicam que o nível de aptidão aeróbica de um indivíduo não apresenta correlação com o nível de metabolismo em repouso. Ambos os estudos constataram que os níveis de aptidão aeróbica não melhoram o poder preditivo da massa livre de gordura para a taxa metabólica em repouso.
No entanto, uma investigação recente do Journal of Applied Physiology, publicada em 2012, comparou o treino de resistência e o treino aeróbico na massa corporal e na massa gorda em adultos com sobrepeso (STRRIDE AT/RT). Quando o comprometimento de tempo é avaliado em relação ao benefício à saúde, o treino aeróbico é o modo ideal de exercício para reduzir a massa gorda e a massa corporal como consideração primária, e o treino de resistência é bom como um fator secundário quando o envelhecimento e a massa magra são uma preocupação. O treino de resistência causa lesões numa taxa muito maior do que o treino aeróbico. Comparado com o treino de resistência, foi descoberto que o treino aeróbico resultou numa redução significativamente mais pronunciada do peso corporal ao melhorar o sistema cardiovascular, que é o principal fator na utilização metabólica de substratos de gordura. O treino de resistência, se houver tempo disponível, também é útil no metabolismo pós-exercício, mas é um fator adjuvante porque o corpo precisa de se curar o suficiente entre os episódios de treino de resistência, enquanto que o corpo pode aceitar o treino aeróbico todos os dias. RMR e BMR são medidas do consumo diário de calorias. A maioria dos estudos publicados sobre este tema analisa o exercício aeróbico devido à sua eficácia para a saúde e o controlo do peso.
Exercícios anaeróbicos, como levantamento de pesos, aumentam a massa muscular. O músculo contribui para a massa livre de gordura de um indivíduo e, portanto, os resultados eficazes dos exercícios anaeróbicos aumentarão a TMB. No entanto, o efeito real na TMB é controverso e difícil de enumerar. Vários estudos sugerem que a taxa metabólica de repouso do músculo treinado é de cerca de 55 kJ/kg por dia; segue-se então que mesmo um aumento substancial na massa muscular (digamos 5 kg) teria apenas um impacto menor na TMB.